# Stellwerk B23

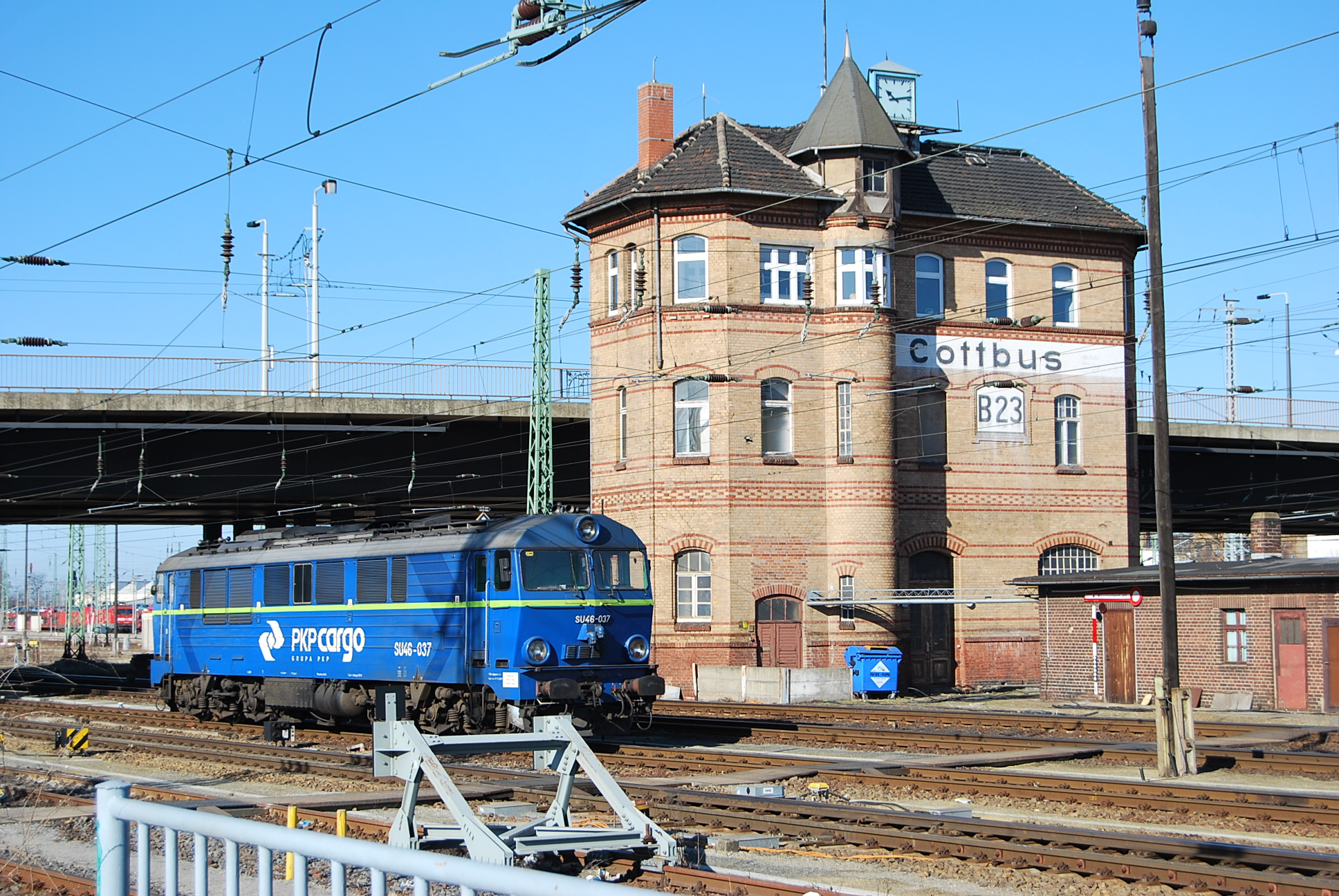
Stellwerk B23 (2011)

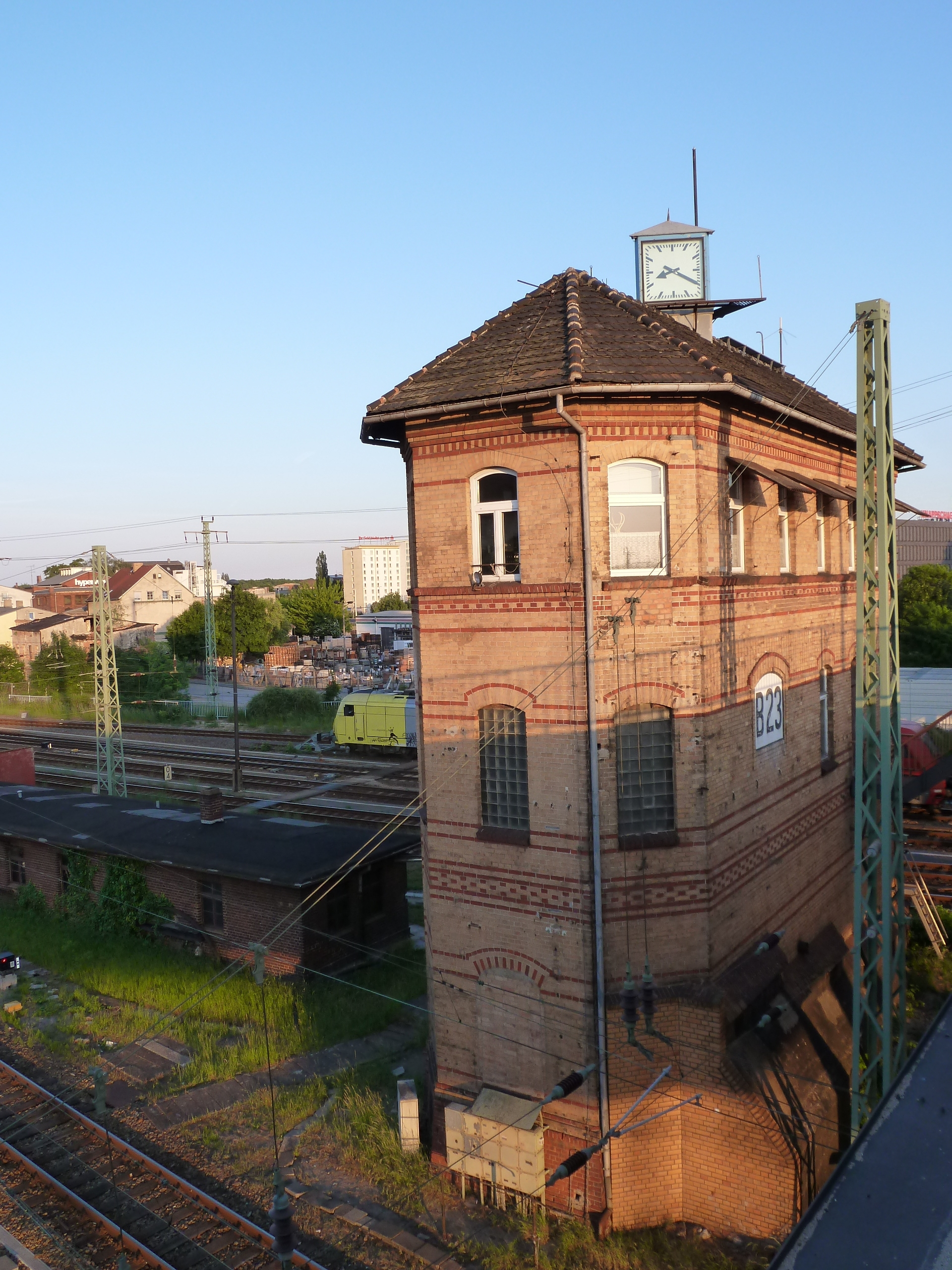
Ansicht des Gebäudes von der Bahnhofstraße aus (2011)

Das Stellwerk B23 ist ein ehemaliges Stellwerk am Hauptbahnhof der Stadt Cottbus in Brandenburg. Es war von März 1903 bis November 2010 in Betrieb; das Gebäude ist ein eingetragenes Baudenkmal in der Denkmalliste des Landes Brandenburg.

## Geschichte
Das Stellwerk B23 steht im äußersten Nordwesten des Stadtteils Spremberger Vorstadt und am östlichen Ende des Cottbuser Hauptbahnhofes, unmittelbar neben der Brücke der Bahnhofstraße über den Bahnhofsbereich. Das Gebäude wurde 1902 durch das Bauunternehmen Hermann Pabel & Co. errichtet, die Technik in Form einer elektropneumatischen Kompressorenanlage wurde von der Fabrik für Eisenbahn-, Bergbau- und Hüttenbedarf AG gebaut und von der Firma Stahmer aus Georgsmarienhütte eingebaut. Das Stellwerk ging am 5. März 1903 in Betrieb und war das erste elektropneumatische Weichen- und Signalstellwerk im Deutschen Reich.
Im Jahr 1947 bekam das Stellwerk die Bezeichnung „B23“. Zwischen 1954 und 1956 wurde das Gebäude saniert und das Stellwerk im Zuge dessen zu einem Relaisstellwerk umgebaut. Die Weichen wurden fortan elektrisch betrieben, die am Stellwerksgebäude angebrachten Flügelsignale demontiert. Am 19. November 2010 wurde der Betrieb des Stellwerkes eingestellt, die Weichenstellung und Schaltung des Cottbuser Hauptbahnhofes wird seitdem über ein elektronisches Stellwerk von Berlin-Pankow aus gesteuert.

## Baubeschreibung
Das Gebäude ist ein dreigeschossiger Sichtziegelbau aus Klinkermauerwerk mit Walmdach. Die Fassade ist mit roten Klinkergesimsen versehen, an den breiten Ost- und Westwänden befindet sich die Inschrift „B23“ in flachbogigen Blenden. An der Ostseite des Stellwerksgebäudes befindet sich ein halbrunder Treppenturm mit Spitzhelm, seitlich davon liegt der Haupteingang mit einer aus der Bauzeit erhaltenen Tür. Die Fensteröffnungen sind segmentbogig und unterschiedlicher Breite, zum Teil sind die bauzeitlichen Sprossenfenster noch erhalten, andere Fenster wurden erneuert. Auf dem Dach befindet sich ein Uhrenturm, der in den 1920er Jahren aufgesetzt wurde.
Im Erdgeschoss befinden sich die Kompressoren und die technische Einrichtung des Stellwerks, das erste Obergeschoss beherbergte die Funktions- und Mitarbeiterräume. Im obersten Geschoss befanden sich das Büro des Fahrdienstleiters und die nicht mehr vorhandenen Flügelsignale, die auf Stahlstützen aufgesetzt waren. Die Gleissperren, Weichenstelleinrichtungen und Blocksignale sind bis heute erhalten. Die früheren Zugänge zu den Signalbrücken wurden zugemauert. Das Stellwerksgebäude ist über eine eiserne Spindeltreppe erschlossen. Heute existiert auch ein Zugang über die Straßenbrücke in das Stellwerk.